# Cernex
Cernex település Franciaországban, Haute-Savoie megyében. Lakosainak száma 1163 fő (2022. január 1.). Cernex Andilly, Cercier, Chavannaz, Copponex, Marlioz, Minzier és Vers községekkel határos.

## Népesség
A település népességének változása:
| Lakosok száma | 949  | 974  | 1003 | 1010 | 1032 | 1055 | 1109 | 1134 | 1163 |
|               | 2013 | 2015 | 2016 | 2017 | 2018 | 2019 | 2020 | 2021 | 2022 |